# Fjällmygga
Fjällmygga, Aedes nigripes är en tvåvingeart som först beskrevs av Zetterstedt 1838.  Aedes nigripes ingår i släktet Aedes och familjen stickmyggor. Arten är reproducerande i Sverige. Inga underarter finns listade i Catalogue of Life.